# Laskod
Laskod község Szabolcs-Szatmár-Bereg vármegyében, a Baktalórántházai járásban.

## Fekvése
A vármegye, és egyben a Nyírség középső-keleti részén helyezkedik el.
A közvetlen szomszédos települések: észak felől Nyírtass, kelet felől Petneháza, délkelet felől Nyírjákó, dél felől Nyírkércs, délnyugat felől pedig Ramocsaháza. Északnyugat felől a legközelebbi település Berkesz, de közigazgatási területeik (kevés híján) nem határosak egymással.

### Megközelítése
Csak közúton érhető el, Petneháza felől a 4105-ös útból kiágazó 41 105-ös számú mellékúton, vagy Nyírtass felől egy ugyancsak burkolt, de számozatlan, alsóbbrendű úton.
Az ország távolabbi részei felől a 41-es főúton közelíthető meg a legegyszerűbben, Baktalórántháza érintésével, mintegy 10 kilométeres letéréssel.
Vasútvonal nem érinti.

## Története
Személynévi eredetű helynév. Maksai szerint a Vayak őse telepíthette a 13. század elején; 1283-ban Bagda földesura, Illés comes birtoka volt V. István adománya alapján. Egy részét ebben az oklevélben Kiskércsnek mondják.
1326-ban Ófehértó határjárása alkalmából Ábrahám nevű birtokosát említik, és azután évtizedekig Ábrahámlaskoda néven ismerték.
1411-ben már terra vacua, 1427-ben Zsigmond Kállay Jánosnak adományozta. 1495-ben deserta sessiók vannak benne, 1513-ban pedig praedium.
A 16. században a Kállayak utódai állnak perben miatta részben a Petneházán birtokos Ibrányiakkal, részben a Bancsy családdal, amely Laskod egy részét birtokolta.
1588-ban Pusztalaskod néven említik, s a Vayak, az Ibrányiak és Zathy Katalin birtoka volt.
1659-ben a régi birtokos Bancsy Andrást alispánnak választották, és a zavaros idők miatt a vármegye közgyűlése elhatározta, hogy a nevezett belsőlaskodi kúriáját jó kerítéssel veszik körül a megye segítségével.
A 18. században régi birtokosai közül már csak a Jármayak tartották meg itteni részüket, és több más köznemesi családdal földesurai maradtak a jobbágyfelszabadulásig. 1847-ben a falunak 493 lakosa volt.

## Közélete

### Polgármesterei
- 1990–1994: Vargáné Kiss Katalin (független)[3]
- 1994–1998: Vargáné Kiss Katalin (független)[4]
- 1998–2002: Vargáné Kiss Katalin (független)[5]
- 2002–2006: Kiss Tibor (független)[6]
- 2006–2010: Kiss Tibor (független)[7]
- 2010–2014: Kiss Tibor (Fidesz-KDNP)[8]
- 2014–2017: Vargáné Kiss Katalin (független)[9]
- 2018–2019: Pallay Ferenc Péter (Fidesz-KDNP)[10]
- 2019–2024: Pallay Ferenc Péter (Fidesz-KDNP)[11]
- 2024– : Szilágyi Martin (Fidesz-KDNP)[1]

A településen 2018. április 8-án időközi polgármester-választást kellett tartani, az előző polgármester lemondása miatt.

## Népesség
A település népességének változása:
| Lakosok száma | 995  | 973  | 962  | 882  | 788  | 802  | 795  |
|               | 2013 | 2014 | 2015 | 2021 | 2022 | 2023 | 2024 |

2001-ben a község lakosságának közel 100%-a magyar nemzetiségűnek vallotta magát.
A 2011-es népszámlálás során a lakosok 94,6%-a magyarnak, 8,1% cigánynak, 0,2% ukránnak mondta magát (5,4% nem nyilatkozott; a kettős identitások miatt a végösszeg nagyobb lehet 100%-nál). A vallási megoszlás a következő volt: római katolikus 5,3%, református 58,5%, görögkatolikus 8,7%, felekezeten kívüli 3,7% (17,7% nem válaszolt).
2022-ben a lakosság 95,9%-a vallotta magát magyarnak, 0,9% cigánynak, 0,1% románnak, 1% egyéb, nem hazai nemzetiségűnek (4,1% nem nyilatkozott; a kettős identitások miatt a végösszeg nagyobb lehet 100%-nál). Vallásuk szerint 4,2% volt római katolikus, 50,1% református, 6,3% görög katolikus, 4,4% egyéb keresztény, 0,1% evangélikus, 8,6% felekezeten kívüli (26,1% nem válaszolt).

## Nevezetességei
- Református templom, melynek nyugati része középkori eredetű, 13. századi. Bővítve 1830-ban. Tornya romantikus, 1863-ból származik. A hajóban 14. századi alakos és 18. századi növénymintás festés található.

## Híres laskodiak
- Barczi Erzsébet (1960–2012), az SZTE Eötvös Loránd Kollégium tanára